# Jocelyn Vollmar
Jocelyn Vollmar, född 25 november 1925 i San Francisco, Kalifornien, död 13 juli 2018 i San Francisco, var en amerikansk ballerina och balettlärare.
Vollmar inledde sin balettskolning vid San Francisco Ballet School vid 12 års ålder. Vid skolan dansade hon i baletterna Coppélia och Svansjön. Hon avlade examen 1943 och anslöt sig till San Francisco Ballet. Under de följande åren dansade hon bland annat Snödrottningen i Nötknäpparen och Myrtha i Giselle. I slutet av 1940-talet var Vollmar prima ballerina vid New York City Ballet.
1954 inbjöds Vollmar av Edouard Borovanskij att dansa för Borovanskijbaletten i Australien. Hon dansade ett flertal klassiska baletter under denna tid, bland annat Giselle, Sylfiderna, Svansjön och La Boutique fantasque.
Vollmar återvände till San Francisco 1956 när Borovanskijbaletten gjorde ett uppehåll. Hon erbjöds att medverka på en ny turné i Australien men valde då att stanna i sin hemstad. Hon drog sig tillbaka från balettscenen 1972. Hon verkade därefter som balettlärare vid San Francisco Ballet School.